# Charles Knode
Charles E. Knode (Alcester, 1942 – 16 febbraio 2023) è stato un costumista britannico.

## Biografia
Nel 1972 ottenne un primo successo con un adattamento televisivo di Guerra e Pace per la BBC con Anthony Hopkins nel ruolo di Pierre Bezuchov. L'anno dopo creò i costumi per la prima assoluta dell'opera Morte a Venezia di Benjamin Britten. Nei trent'anni successivi disegnò i costumi per oltre una trentina di film e serie televisive. Nel 1983 vinse il suo primo BAFTA ai migliori costumi per Blade Runner, mentre nel 1996 vinse nuovamente il premio per Braveheart - Cuore impavido. Nonostante i suoi costumi furono criticata per la poca accuratezza storica, Knode ottenne anche una candidatura all'Oscar ai migliori costumi per Braveheart. In campo televisivo vinse il Premio Emmy nel 1999 per Alice nel Paese delle Meraviglie.
È morto nel 2023 all'età di 80 anni.

## Filmografia parziale

### Cinema
- Jabberwocky, regia di Terry Gilliam (1977)
- Il cagnaccio dei Baskervilles (The Hound of the Baskervilles), regia di Paul Morrissey (1978)
- Brian di Nazareth (Brian of Nazareth), regia di Terry Jones (1979)
- Blade Runner, regia di Ridley Scott (1982)
- Mai dire mai (Never Say Never Again), regia di Irvin Kershner (1983)
- Legend, regia di Ridley Scott (1985)
- Un'arida stagione bianca (A Dry White Season), regia di Euzhan Palcy (1989)
- 1492 - La conquista del paradiso (1492: Conquest of Paradise), regia di Ridley Scott (1992)
- Braveheart - Cuore impavido (Braveheart), regia di Mel Gibson (1996)
- Biancaneve nella foresta nera (Snow White: A Tale of Terror), regia di Michael Cohn (1997)

### Televisione
- Spymaker - La vita segreta di Ian Fleming (Spymaker: The Secret Life of Ian Fleming), regia di Ferdinand Fairfax – film TV (1990
- L'Odissea (The Odyssey) – miniserie TV, 2 episodi (1997)
- Alice nel Paese delle Meraviglie (Alice in Wonderland), regia di Nick Willing – film TV (1999)
- Canto di Natale (A Christmas Carol), regia di David Hugh Jones – film TV (1999)
- Dinotopia – miniserie TV, 3 episodi (2002)
- Dinotopia – serie TV, 6 episodi (2002-2003)

## Riconoscimenti
- Premio Oscar
  - 1996 - Candidatura per i migliori costumi per Braveheart - Cuore impavido
- Premio BAFTA
  - 1983 - Migliori costumi per Blade Runner
  - 1986 - Candidatura per i migliori costumi per Legend
  - 1996 - Migliori costumi per Braveheart - Cuore impavido

- Premio Emmy
  - 1974 - Candidatura per i migliori costumi per Guerra e pace
  - 1998 - Candidatura per i migliori costumi in una miniserie o film TV per Biancaneve nella foresta nera
  - 1999 - Migliori costumi in una miniserie o film TV per Alice nel Paese delle Meraviglie
  - 2002 - Candidatura per i migliori costumi in una miniserie o film TV per Dinotopia